# Pożar w Burdelu
Pożar w Burdelu (PwB) – polski kabaret i teatr polityczno-literacki reagujący na współczesne wydarzenia społeczne i polityczne działający w Warszawie od września 2012 roku.
Grupa artystów z PwB zajmuje się także animacją życia kulturalnego w Warszawie.

## Historia kabaretu
Inicjatorami powstania zespołu byli we wrześniu 2012, reżyser i dramatopisarz Michał Walczak oraz historyk Maciej Łubieński. Zespół debiutował na deskach Klubu Komediowego Chłodna (Kamienica przy ul. Chłodnej 25 w Warszawie), gdzie rozpoczął wystawianie spektakli – kolejnych odcinków cyklu zatytułowanego zgodnie z nazwą grupy Pożar w burdelu. Na widowni mieściło się do 80 osób, przedstawienia grano dwa, trzy razy. Zespół wydał album z piosenkami z dziewiątego spektaklu „Gorączka powstańczej nocy” w 2014 roku i od 27 odcinka systematycznie wydaje albumy ze spektakli. Od października 2015 ma swoją siedzibę na Pradze, ale występuje także w różnych teatrach warszawskich i poza stolicą. Zespół prezentuje spektrum postaw politycznych w Polsce. Członkowie zespołu prowadzą także programy artystyczne: Duszpasterz hipsterów i księża wyklęci, Żelazne Waginy, Miastoterapia, Baśnie z dna Wisły, Solarium. W 2016 roku artyści włączyli się w program rewitalizacji Placu Hallera wraz z radą i zarządem dzielnicy Praga-Północ w Warszawie, organizując Festiwal Magii i Ściemy oraz urodziny Dzikiej Strony Wisły. W 2018 PwB na zlecenie TVN przygotował widowisko "Fabryka patriotów", które zostało wyemitowane na antenie stacji i jest dostępne w jednym z serwisów VOD. "Fabryka patriotów" została entuzjastycznie przyjęta przez celebrytów i publiczność w studiu, ale nie wzbudziła wielkiego uznania telewidzów. Po emisji widowiska TVN nie zdecydował się na kontynuowanie współpracy z PwB.

## Mise-en-scène
Pożar w Burdelu gra w składzie około 10-15 aktorów i z zespołem muzyków. Podobnie jak przedwojenne kabarety literackie (Momus, Qui Pro Quo, Ali Baba) i powojenne (Kabaret Dudek, Pod Egidą, Kabaret Olgi Lipińskiej) PwB przedstawia obrazy (odsłony, sceny, numery) z życia Warszawy i reaguje na współczesne wydarzenia polityczne. Kabaret ma konferansjera (Burdeltatę), duszpasterza (Duszpasterz Hipsterów), doktora nastrojów Warszawy (Doktor Fak), znerwicowaną Warszawiankę (Paula z Wilanowa), narodowców (Podpalacz Tęczy, Etno), kulturę (Charlotte), prezydent miasta (HGW). W kolejnych odcinkach publiczność śledzi ich życie, przemiany i konflikty poprzez monologi, piosenki i skecze. Kolejne odsłony są ironicznymi aluzjami do wydarzeń politycznych i kulturalnych i są prezentowane z absurdalnym humorem, wulgarnością zmieszaną z lirycyzmem. Po wygranych wyborach w Polsce w 2015 roku przez Prawo i Sprawiedliwość kolejne odcinki PwB dotyczą coraz bardziej wydarzeń ogólnopolskich, a coraz mniej lokalnych problemów warszawskich. PwB wykorzystuje elementy burleski i iluzji m.in. w występach Betty-Q czy paskudnego iluzjonisty Menello.

## Narracja
Pożar w Burdelu reaguje na Współczesne wydarzenia. Kiedy w 2015 spłonął Most Łazienkowski PwB śpiewał Zacząłeś wieczorem, skończyłeś rankiem – jesteś, moście Łazienkowski, wspaniałym kochankiem. 424 metry długości. Płonąłem dla ciebie, Wisło, z miłości. Kiedy w Warszawie podpalano kilkukrotnie instalację Tęcza, w piosence śpiewanej przez Podpalacza Tęczy znalazło się wyznanie Nienawidzę piękna/harmonii i barw/Wkurwiają mnie ludzie/Wkurwia mnie ten świat/Warszawa mnie męczy, ja – Podpalacz Tęczy. Z 28 odcinka z grudnia 2015 pochodzi piosenka Konstytucja śpiewana przez Lenę Piękniewską, Agnieszkę Przepiórską (jako Dzika Agnes) i Magdalenę Łaską ze słowami Wyjdźcie na ulice, warszawiacy/Wolności nie dostaje się na tacy/To ja, konstytucja, obrońcie mnie/Bo tyran posiąść i zmienić mnie chce [..] Samotna matka idzie w tłumie [..] Ale cieszyć się nie umie [..] Marsz w obronie demokracji/A ona myśli o tym, że jej syn Maksio/Jest po drugiej stronie barykady [..] Protestowałam to teraz czas na latte/Nie bójmy się, nie bądźmy spięci/A teraz zróbmy sobie selfi.

## Postaci

### Ania z Polski
Była grana przez Annę Smołowik.

### Burdeltata
Dyrektor burdelu artystycznego. Facet, cwaniak który z niczego próbuje ukręcić wielki teatr. Jest menadżerem i twórcą kultury niezależnej. Wcześniej biznesmen sprowadzający do Polski auta z Niemiec, organizował targi erotyczne. Przed transformacją służby bezpieczeństwa odpowiedzialny za rozpracowanie kościoła i opozycji. Nie przeszedł weryfikacji SB 1989 roku. W programie Szopki w grudniu 2014 roku Burdeltata określił program artystyczny Pożaru w Burdelu: Zapierdalamy po cienkiej czerwonej linii między tradycją teatru wspólnoty Jerzego Grotowskiego a tradycją teatru komercji Michała Żebrowskiego. Jak widać – skutecznie. Na każdą naszą premierę, a gramy co półtora miesiąca, przychodzi kilka tysięcy osób. Grany przez Andrzeja Konopkę. Burdeltata gra też rolę Księdza Marka, duszpasterza hipsterów.

### Burdelmama
Zwana też Wandą. Prowadzi agencję matrymonialną Zakochana Warszawa, by scalić podzielony naród. Organizuje dancingi (zabawy taneczne) w Dzikiej Stronie Wisły (na Placu Hallera na warszawskiej Pradze) i pracuje nad profesjonalną apką agencji. Jest grana przez Marię Maj.

### Charlotte
Grana przez Lenę Piękniewską, która kiedyś mieszkała w Paryżu i z tego powodu ma na nicka Charlotte. Patrz Lena Piękniewska.

### Czesław
Adwokat. Zanim związał się z opozycją demokratyczną należał do Stronnictwa Demokratycznego. Uczestnik, a zarazem przeciwnik Okrągłego Stołu. Nie czyta Gazety Wyborczej. Ma syna Zdzisława. Grał go Andrzej Konopka.

### Dzika Agnes
Dzika Agnes, HGW, jest rozdarta pomiędzy swoją konserwatywną naturą jako HGW, ale jako Dzika Agnes ma poglądy lewicowe. Znana też jako Samotna Matka. Jest kochanką Burdeltaty. Grana przez Agnieszkę Przepiórską.

### Etno
Córka Burdeltaty, dziewczyna narodowa. Jest dzikim dzieckiem Wisły, dilerka burdelu artystycznego, reprezentująca pokolenie '89. Szuka korzeni, chodzi na biały śpiew i głosuje na Kukiza. Jest zbuntowana przeciw ojcu. W geście protestu idzie na „Marsz Niepodległości”, ale burdeltata stara się stworzyć dom dla nieobliczalnej córki. Etno uważa, że chcę być w offie i w mainstreamie, chcę mieć burdel i porządek, chcę zarabiać, się buntować... i Etno śpiewa. Etno zaprasza. Hymny nowego świata ogłasza!. Gra ją Karolina Czarnecka od 2014.

### Doktor Janusz Fak
Doktor Fak zajmuje się w problemami seksualnymi. W tej roli występuje Oskar Hamerski, który gra też m.in. Pałac Kultury. Jego piosenka Otoczyliście mnie wieżowcami, które dla mnie są wciąż kurduplami. / I tak jestem wyższy, i tak dominuję. Jestem z kamienia, szklane chuje jest często bisowanym utworem przedstawień Pożaru w Burdelu.

### Dziewczyny z Charlotte
Są to m.in. Dzika Agnes, Etno, Paula oraz Charlotte. Na początku XXI wieku plac stał się modnym w Warszawie miejscem spotkań towarzyskich, bardzo popularnym m.in. wśród studentów oraz ludzi kultury. Uznawany jest także za jedno z najważniejszych w mieście miejsc spotkań hipsterów, zyskując nawet nieformalną nazwę Placu Hipstera; Bistro Charlotte znajduje się w Warszawie na Placu Zbawiciela.

### HGW
Postać Hanny Gronkiewicz-Waltz, grana przez Dziką Agnes i Samotną Matkę.

### Lena Piękniewska
Jako Lena Piękniewska (gra siebie) lub Charlotte. Jest diseuse Pożaru w Burdelu – śpiewa liryczne piosenki. Znana też jako Trasa Toruńska, dom towarowy Sezam, czy też Kultura – od tematów śpiewanych piosenek. Wykonuje „smutne piosenki”, m.in. Niewarszawa, piosenkę o Szafie Kiszczaka.

### Ksiądz Marek, czyli duszpasterz hipsterów.
Jest to postać Księdza Marka, który studiował w Papieskiej Akademii Teologicznej w Krakowie. Jest duszpasterzem hipsterów. Pisał doktorat u księdza Tischnera o redukcji fenomenologicznej w ujęciu Husserla. W przedstawieniach jest pupilem liberalnych mediów i w otwartym konflikcie z hierarchią kościelną. Jest zaprzyjaźniony z burdeltatą, który go często przesłuchiwał w służbie bezpieczeństwa. Jego nazwisko znalazło się na liście Wildsteina. W burdelu artystycznym wygłasza kazania. Jego kochanką jest Dzika Agnes. Zniknął w odcinku 28 i zastępował go dyktator Zdzisław. Jedno z jego kazań zaczyna się tak: Ukochani hipsterzy, drogie karpie, droga żyleto, drogi pendolino, i Wy umiłowane ruchy miejskie. Dziękuje Wam, że tak licznie zgromadziliśmy się na tej pasterce. Grany przez Andrzeja Konopkę.

### Max Hardkor (profesor)
Profesor Max ma inteligencką, pretensjonalną pozę. Czyta po nocach książki, bo chciałby sprostać swojej postaci. Jest szalony. Były wykładowca akademicki, do niedawna pracownik ratusza. Pytany o preferencje polityczne, uśmiecha się smutno i mówi: sierota po Unii Wolności. Maxa Hardkora gra Maciej Łubieński.

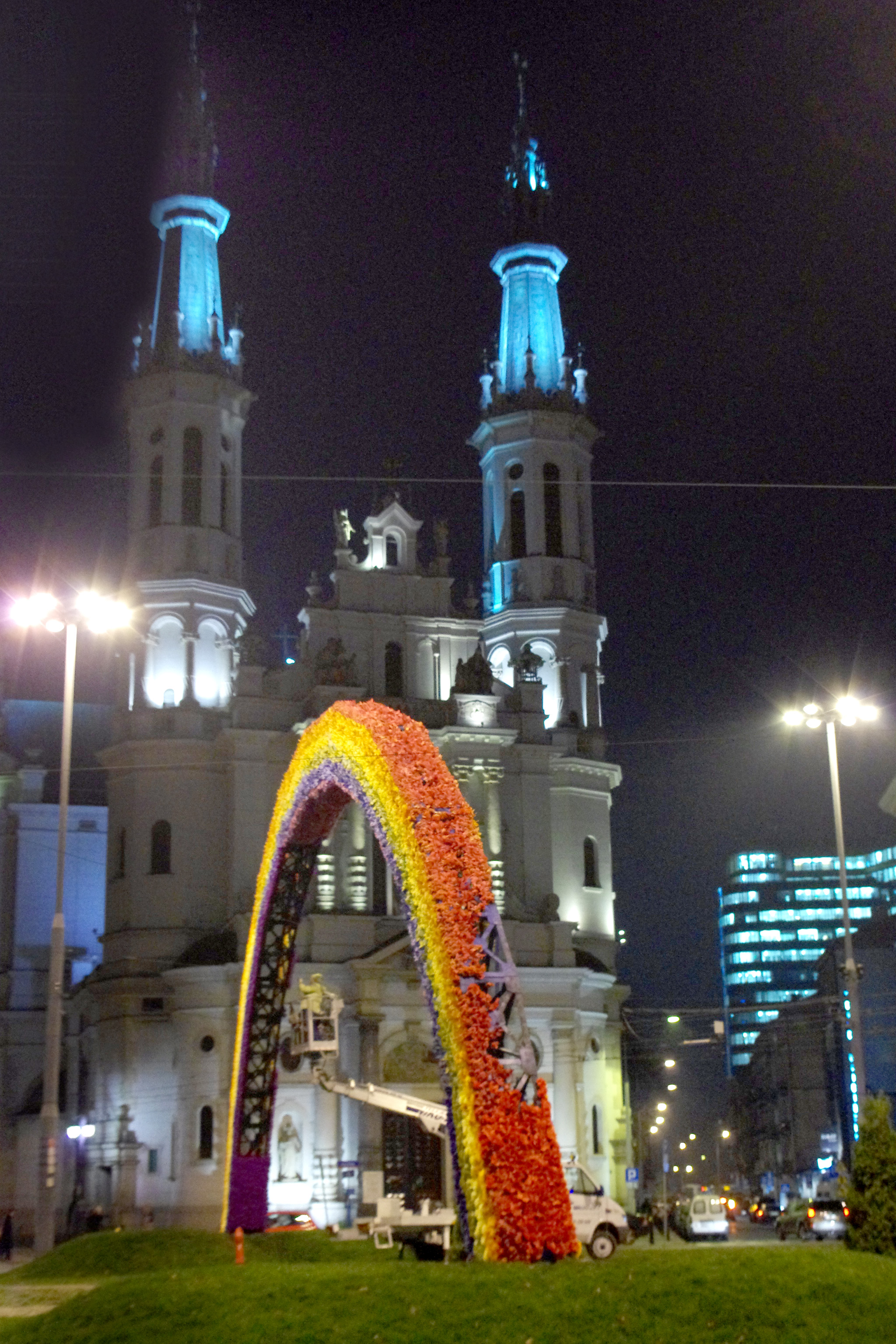
„Tęcza” na placu Zbawiciela w Warszawie. W tle Kościół Najświętszego Zbawiciela

### Podpalacz tęczy
Podpalacz tęczy jest synem milicjanta i nauczycielki. Z domu wyniósł kult siły i patriotyzmu. Jest kibicem jakiegoś sportowego warszawskiego klubu, ale maluje obrazy, chociaż nie jest zwolennikiem piękna i harmonii barw. Mieszka na Targówku, kupuje masowo książki. Uważa, że jest brutalny, oczytany i przystojny. Podpalacza tęczy gra Mariusz Laskowski.

### Paula z Wilanowa
Paula prezentuje rozterki i dramaty kobiety klasy średniej w Polsce na początku XXI wieku. Mieszka w Wilanowie na osiedlu strzeżonym, mieszkanie kupiła z mężem Zdzisławem na kredyt we frankach. Przyjechała do Warszawy ze Słoikowa. Ze Słoikowa wyniosła wartości chrześcijańskie. Była studentką SGH. Prowadzi bujne życie erotyczne, miała romans z Leszkiem Balcerowiczem. Poznaje Zdzisława, z którym bierze ślub, ale małżeństwo się sypie. Chodzi na terapię z doktorem Fakiem, z którym ma romans; jest znerwicowaną, histeryczną Warszawianką. Kiedy przestaje pracować w korporacji przenosi się na drugi brzeg Wisły, żeby się uzdrowić. Ma złe sny, w jednym z dialogów mówi: Zdzisław, miałam zły sen. Pracowałam w burdelu, występowałam w show. Na widowni siedziała cała Warszawa. Nikt się nie śmiał. Straciłam pracę, wylądowałam na ulicy. Spałam pod mostem. I tam spotkałam ciebie. Byłeś lumpem. Cuchnąłeś alkoholem. Poczułam do ciebie miłość. Nie byłeś takim bucem jak teraz. Zdzisław, dlaczego tak zapierdalamy? Czemu nie możemy na chwilę się zatrzymać, najebać się razem? Grana przez Monikę Babulę.

### Wiesław
Jest w PwB powstańcem. Grany w jednym z odcinków przez Tomasza Drabka.

### Zdzisław
Syn Czesława. Jest inżynierem, kierował budową drugiej nitki metra w Warszawie. Był związany z Paulą, którą spotkał po upadku jej romansu z Leszkiem Balcerowiczem. Biorą ślub i kupują mieszkanie w Wilanowie. Niestety Paula chodzi na terapię z doktorem Fakiem, z którym ma romans. Z rozpaczy Zdzisław ma romans z kolegą z pracy Robertem, który jest operatorem maszyny drążącej – tarczy Krystyna. Jest skonfliktowany z ojcem od 1991 roku, kiedy zagłosował w wyborach prezydenckich na Tadeusza Mazowieckiego i skonfliktowany z matką, odkąd związał się z Paulą. W odcinku 28 pod nieobecność Burdeltaty przeistacza się w tyrana jako człowiek lepszego sortu. Stara się stworzyć świętą neorodzinę i wprowadzić moralny ład. Następnie w Odcinku 29 realizuje politykę historyczną i otwiera się na kino. Grany przez Tomasza Drabka.

## Programy związane
Członkowie zespołu Pożar w Burdelu występują także w programach autorskich, które emitowane są na żywo lub w społecznościach medialnych.

### Duszpasterz Hipsterów
W niezależnym stand-upie katolickim (dostępnym na YouTube) Burdeltata gra duszpasterza Kościoła Hipstersko-Reformowanego i wygłasza kazania na temat współczesnych wydarzeń społecznych.

### Miastoterapia
Niezależny stand-up Doktora Faka. Postawę Doktora Faka jako terapeuty miasta określa niezależny program w Miasoterapii grany w Dzikiej Stronie Wisły, który Doktor Fak prezentuje w swoim stand-upie. Doktor Janusz Fak bada tam energię seksualną Warszawy. W wypadku podwyższonego napięcia proponuje terapie rozluźniające, które pacjent ma wykonywać z publicznością. Doktor Fak jest terapeutą nieetycznym, dla przykładu sypia ze swoimi pacjentkami, chociaż gdy z nimi sypia to na ten czas przerywa terapię.
Między innymi miał romans w Paulą z Wilanowa.

### Żelazne waginy
W 2016 powstała grupa „Żelazne Waginy” w składzie Paula, Etno, Charlotte i Dzika Agnes, w pierwszym programie śpiewały o polityce prorodzinnej, o prawach reprodukcyjnych kobiet, o problemach związanych z karmieniem piersią w miejscach publicznych: „Powiedz, kochanie, powiedz, kochanie/ Czy ty masz jakiś problem ze ssaniem?”.

### Burdel TV
Dostępne na youtube w 2016 roku klipy z sejmu.

## Skład zespołu
BurdelTrupa (zespół aktorski):
- Monika Babula,
- Karolina Czarnecka (od odc. 17),
- Maria Maj (od odc. 19),
- Lena Piękniewska,
- Agnieszka Przepiórska,
- Anna Smołowik (do odc. 16. włącznie),
- Tomasz Drabek,
- Oskar Hamerski,
- Andrzej Konopka,
- Mariusz Laskowski,
- Wojan Trocki (od odc. 27)

Cirque de Bordel:
- Magdalena Kisiała,
- Krzysztof Kostera,
- Kamil Witkowski,
- Izabela Zielińska,
- Maciej Najmowicz

BurdelBand (zespół muzyczny):
- Michał Górczyński,
- Bolo Jezierski,
- Maciej Łubieński,
- Wiktor Stokowski,
- Marcin Wippich

Gościnnie:
Magdalena Łaska (od odc. 24 do odc. 29),
- Przemysław Bluszcz (od odc. 19.),
- Betty Q[26],
- Anna Mierzwa (odc. 9. vol. II),
- Andrzej Seweryn (odc. 29 i odc. 34),
- Lidia Sadowa (odc. 29 i odc. 34),
- Natalia Sikora (odc. 29 i odc. 34),
- Paweł Ciołkosz (odc. 29),
- Marcin Jędrzejewski (odc. 29 i odc. 34),
- Paweł Krucz (odc. 21, odc. 29 i odc. 34),
- Wojciech Błach (odc. 23),
- Magdalena Kisiała i Izabela Zielińska (odc. 23 i odc. 29 jako Cirque de Bordel),
- Bartosz Figurski (odc.24 i odc. 25),
- Sławomir Kowalski – Iluzjonista Menello (odc. 28),
- Paweł Aigner (odc. 31 i odc. 33),
- Karolina Bacia (odc. 31),
- Eliza Borowska (odc. 32, odc. 33, odc. 34),
- Nela Gzowska (odc.33),
- Magda Dubrowska (odc. 33),
- Anna Krotoska (odc. 33),
- Grażyna Barszczewska (odc. 34),
- Anna Cieślak (odc. 34),
- Marta Dąbrowska (odc. 34),
- Piotr Cyrwus (odc. 34),
- Szymon Kuśmider (odc. 34),
- Twoja Stara (odc. 35)
- Ralph Kaminski (Herosi Transformacji, rok 2019)[27]

Współpraca i realizacja:
- asystentka reżysera: Areta Nastazjak
- scenografia: Julia Skrzynecka, Alicja Kokosińska, Marta Kodeniec
- lalki; Marta Kodeniec
- lalki Medialne: Konrad Kony Czarkowski
- kostiumy: Diana Szawłowska, Beata Borowska, Paulina Nawrot, Joanna Kotowicz, Helena Ciechowska, Florian Markiewicz
- charakteryzacja: Beata Borowska, Weronika Piechota, Łukasz Lipiński
- choreografia, ruch sceniczny: Bartosz Figurski
- technika: Tadeusz Perkowski, Mateusz Skalski
- inspicjent: Maksymilian Dobrzyński
- fotografowie: Katarzyna Chmura-Cegiełkowska/teatralna.com, Katarzyna Bąba, Mateusz Baran, Bartek Kuzia
- graficy: Honorata Karapuda, Paweł Sky, Rene Wawrzkiewicz, Maja Wolna, Marcin Władyka
- video: Taszak, Mateusz Baran, Maria Jorsz
- manager: Igor Znyk[28]
- BurdelBiuro: Justyna Chrościelewska
- PR: Edyta Bach.

## Nagrody
- 2013 – Wdecha (nagroda warszawskiej redakcji Co jest grane? Gazety Wyborczej) w kategorii Wydarzenie Roku 2013[29].
- 2014 – Michał Walczak został jednym z 50 najbardziej wpływowych Polaków w.g. tygodnika Wprost[30].
- 2014 – Uhonorowanie Teatru Pożar w Burdelu przez Ministra Kultury i Dziedzictwa Narodowego prof. Małgorzatę Omilanowską dyplomem za twórczy wkład i odkrywanie niekonwencjonalnych dróg popularyzacji wiedzy o Roku Kolberga[31].
- 2015 – Nominacja do nagrody im. Cypriana Norwida[32].
- 2016 – Kryształowe Zwierciadło[33].
- 2016 – Grand Prix 20 Ogólnopolskiego Festiwal Komedii Talia w Tarnowie[34]
- 2017 – Róża Gali w kategorii Teatr[35]
- 2017 – Nominacja do nagrody Paszporty Polityki w kategorii Teatr[36]